# Vandtårnet ved Sorø Station
Vandtårnet ved Sorø Station, også kaldet Vestre Vandtårn, er et tidligere vandtårn beliggende sydvest for hovedbygningen på stationen i Sorø. Vandtårnet, der blev opført i 1922 af DSB, blev tegnet af K.T. Seest og er i dag fredet (hvilket ti andre vandtårne i Danmark også er) sammen med stationens hovedbygning med østre og vestre udhuse og forbindelsesmure. Tårnet, der sammen med det ældre Østre Vandtårn skulle levere vand til damplokomotiverne, blev en prototype på flere tårne opført senere, heriblandt Vandtårnet ved Ringgadebroen i Århus.

## Arkitektur
Tårnet er 12 meter højt og ottekantet og udført i gule mursten dækket med rødt tegltag. På trods af den ringe højde har tårnet været Sorøs højeste bygning i mange år, og ifølge borgere skal dette ikke ændres foreløbigt (pr. 2006).

## Kulturelle tiltag
Efter tårnet blev taget ud af drift er det blevet ombygget til udstillingsformål, men det har i længere perioder stået tomt uden udstillinger blandt andet var der ingenting i det fra 2005 til 2007.
I 2007 blev der leget med tanken om at gøre vandtårnet til ungdomshus.